# Tineke Lagerberg
Catharina Bernadetta Jacoba Lagerberg, detta Tineke (Bussum, 30 gennaio 1941), è un'ex nuotatrice olandese.

## Biografia
Tineke Lagerberg è nata a Bussum il 30 gennaio 1941. Specializzata nello stile libero e nella farfalla, ha vinto la medaglia di bronzo nei 400 m sl alle Olimpiadi di Roma 1960, arrivando anche quarta nella staffetta 4x100 m misti.
È stata primatista mondiale dei 200 m farfalla e della staffetta 4x100 m misti.

## Palmarès
- Olimpiadi

Roma 1960: bronzo nei 400m sl.
- Europei

1958 - Budapest: oro nei 100m farfalla.